# Herpele squalostoma
Espèce
Synonymes
- Caecilia squalostoma Stutchbury, 1836

Statut de conservation UICN

 LC  : Préoccupation mineure
Herpele squalostoma est une espèce de gymnophiones de la famille des Herpelidae.

## Répartition
Cette espèce se rencontre :
- dans le sud-est du Nigeria ;
- au Cameroun ;
- au Gabon ;
- en Guinée équatoriale, y compris sur l'île de Bioko ;
- dans l'ouest de la République centrafricaine ;
- dans l'ouest de la République du Congo ;
- dans l'extrême Ouest de la République démocratique du Congo.

Sa présence est incertaine dans l'enclave de Cabinda en Angola.

## Publication originale
- Stutchbury, 1836 "1834" : Description of a new species of the genus Chameleon. Transactions of the Linnean Society, London, vol. 17, p. 361-362 (texte intégral).